# Tomás Clavijo
Tomás Clavijo (Pereira, Colombia, 4 de abril de 1999) es un jugador colombiano que actúa como defensa. Actualmente juega para el Alianza Petrolera de la Categoría Primera A.

## Trayectoria

### Deportivo Pereira
Debutó profesionalmente con el conjunto pereirano el 17 de mayo del 2017, por Copa Colombia, cuando su equipo cayó 3-2 contra Deportes Tolima en Ibagué.

### Once Caldas
Se vinculó al Once Caldas de cara al año 2018.
Su primer partido fue el 2 de mayo, por Copa Colombia, cuando su equipo derrotó 2-0 al Barranquilla FC.
Su primer gol llegó el 15 de noviembre del 2020, partido que su equipo ganó 2-3 al Deportes Tolima en su visita a Ibagué.
- Datos: Q110148048